# Fernsehturm Brasília
Der Fernsehturm Brasília, portugiesisch Torre de TV de Brasília, ist ein 224 Meter hoher Fernsehturm für die Übertragung von UKW- und Fernsehfrequenzen in Brasília. Der Stahlfachwerkturm hat in 75 Metern Höhe eine kostenfrei zugängliche Aussichtsplattform für bis zu 150 Personen. Das Bauwerk ist nach wie vor das höchste der brasilianischen Hauptstadt. Das Wahrzeichen wird jährlich von rund 300.000 Menschen besucht.

## Geschichte
Der Fernsehturm wurde von Lúcio Costa entworfen und zwischen 1965 und 1967 errichtet. Am 9. März 1967 wurde er offiziell eingeweiht. Costa, der an der Entwicklung von Brasília maßgeblich beteiligt war, sah dem Turm bereits in seinen Wettbewerbsplänen 1956 mit präzisen Angaben vor. In seinem Erläuterungstext zum Entwurf beschrieb Costa:

„[…] und der Turm zur Radioübertragung, der als dreieckige Struktur geplant ist und auf einer monumentalen Basis aus Sichtbeton steht. Über den Etagen mit den Studios der Sender erhebt sich ein Überbau aus Metall mit einer Aussichtsplattform auf halber Höhe.“

Der ursprünglich 218 Meter hohe Turm wurde 1987 um 6 Meter erhöht.
In den Jahren 2010 bis 2012 wurde im Norden der Stadt ein neuer Fernsehturm für die Ausstrahlung des Digitalfernsehens errichtet.
Von August 2013 bis Juni 2014 war der Fernsehturm wegen mehrerer Monate dauernder Renovierungsarbeiten geschlossen. Neben der Stahlfachwerkstruktur wurden auch die Aufzüge erneuert, die Kosten beliefen sich auf rund 12 Millionen Reais. Vom April 2016 bis Juli 2017 wurden weitere Erneuerungsarbeiten durchgeführt.

## Beschreibung

### Lage und Umgebung

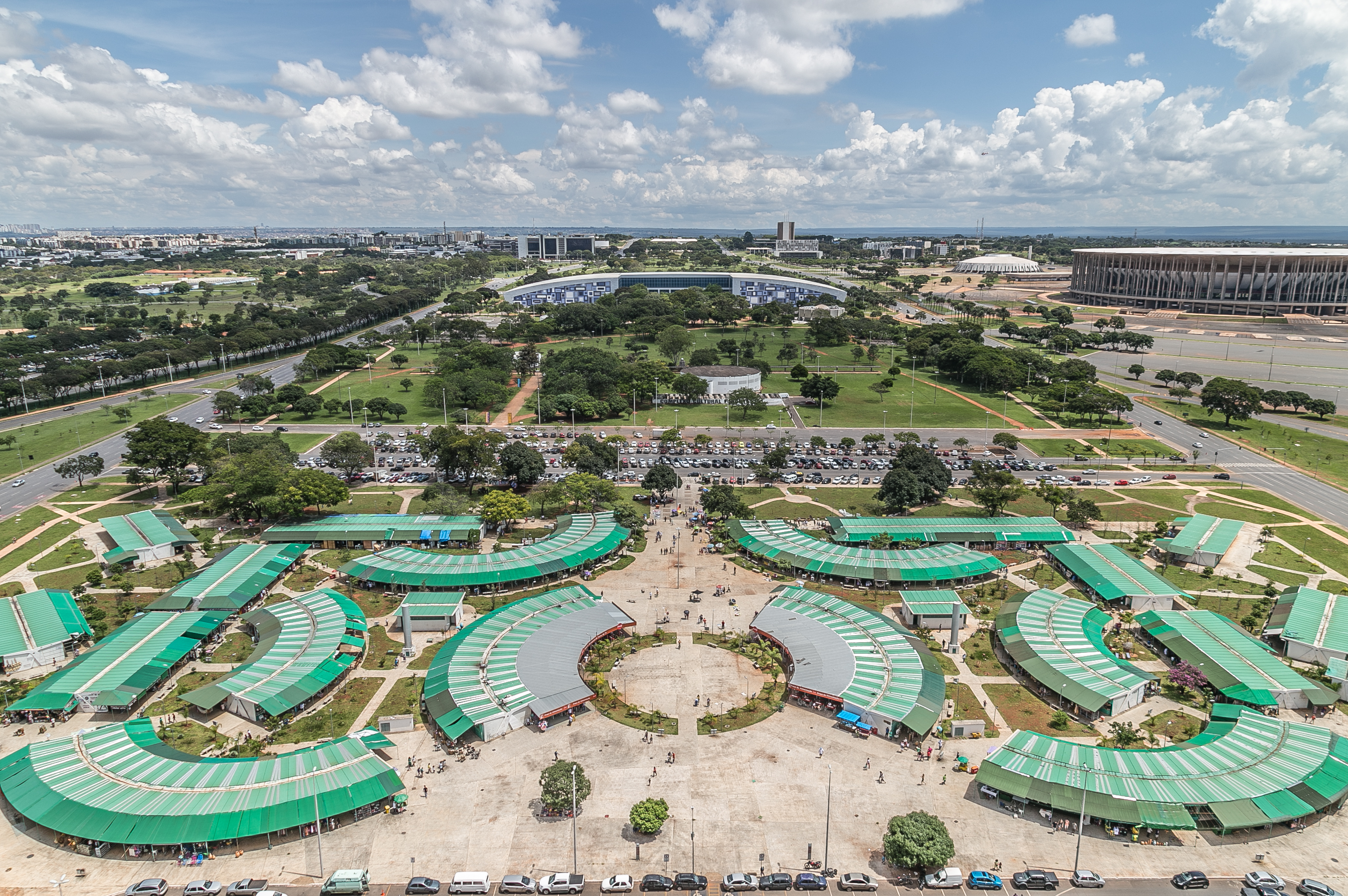
Blick auf den 2014 erneuerten Marktplatz

Der Fernsehturm steht in der Innenstadt Brasílias auf einer zentralen, künstlich aufgeschütteten Anhöhe zwischen den beiden Hauptachsen, der Via Norte Um Oeste und der Via Sul Um Oeste an einem autobahnähnlichen Kleeblattkreuz. An den großflächigen Parkplätzen und Freiflächen rund um den Turm findet seit 1970 auch ein Wochen- und Kunsthandwerksmarkt statt, die Feira da Torre.

### Architektur

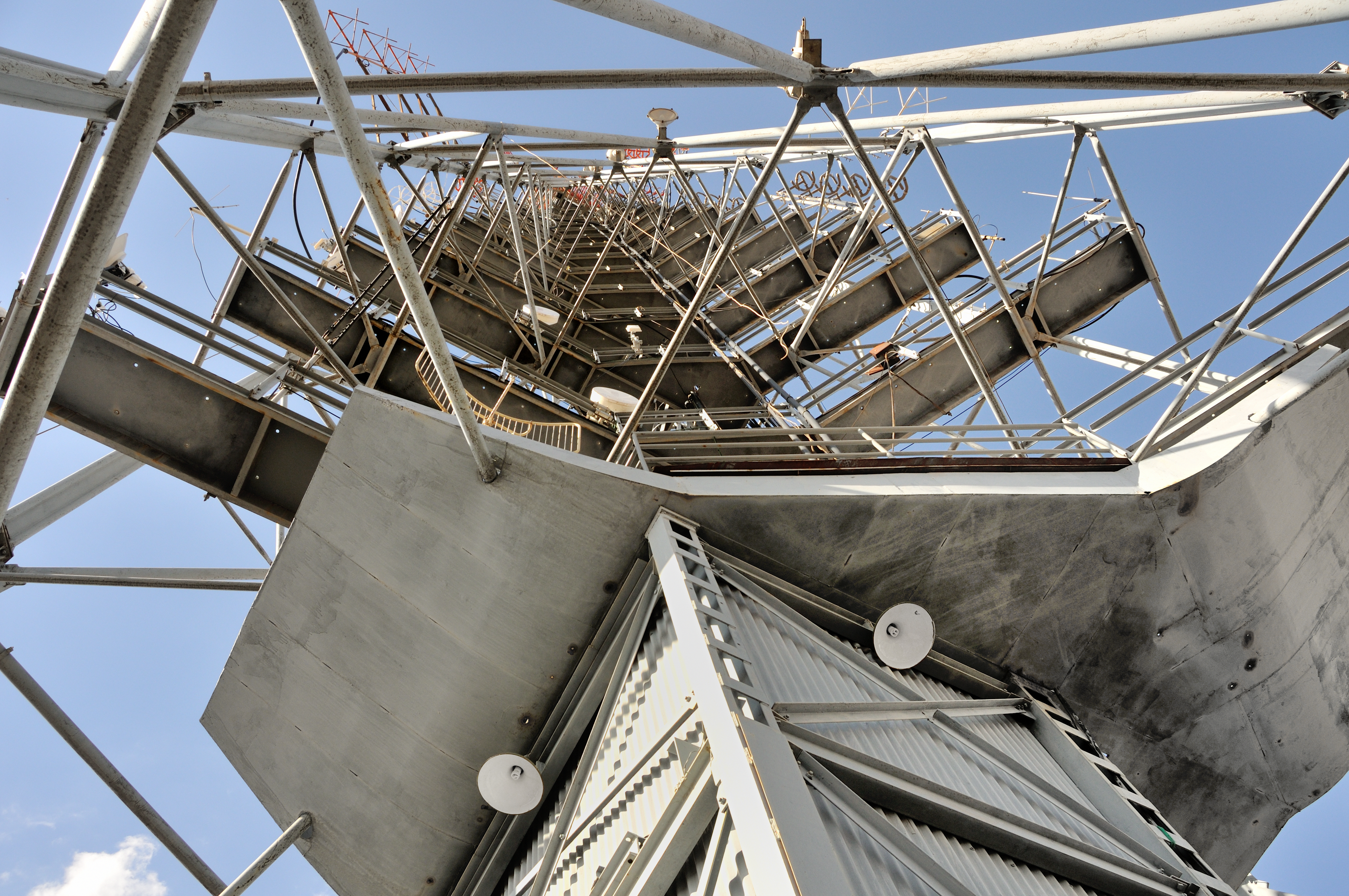
Blick ins Innere des Fachwerkgestänges

Die im Grundriss dreieckige Plattform aus Sichtbeton an der Turmbasis repräsentiert die Teilung der drei Staatsgewalten. Sie erhebt sich nur wenige Meter über dem Erdboden und wird von massiven Pfeilern gestützt. In der rundum verglasten Etage befinden sich Betriebsräume.
Die dreieckige Grundform setzt sich auch im restlichen Bauwerk fort. Der Turm bildet zusammen mit der Praça dos Três Poderes die sogenannte Monumentalachse der Planstadt Brasília. Der schlichte, nach oben sich linear verjüngende Stahlfachwerkturm kann als modern interpretierte Reminiszenz an den Eiffelturm verstanden werden.
Auf 75 Meter befindet sich eine kostenfrei zugängliche Freiluft-Aussichtsplattform und ist täglich über Aufzüge zugänglich.

## Rezeption
Der Fernsehturm Brasília wurde am 21. April 1960 in einer Sondermarke (Michel-Katalog-Nr. 981, Zähnung 11½ × 10) als Teil einer Architekturserie der brasilianischen Post gewürdigt. Die hellrote Marke hat eine Frankatur von 6,50 Cruzeiro und zeigt den Turm in einer Risszeichnung von der Seite.